# Kuzmich Orchestra
«Kuzmich Orchestra» — чеський електро-акустичний проєкт музикантів — Дороти Барової (Dorota Barová), учасниці таких чеських гуртів, як «DoMa Ensemble», «Tara Fuki», «Vertigo Quintet» та Йозефа Остржанського (Josef Ostřanský), колишнього фронтмена легендарного гурту Dunaj.

## Дискографія
- 2010 — Ptačí sliby